# Adigueses
Los adigueses son un grupo étnico que habita en la región noroeste del Cáucaso, originario de la república rusa de Adigueya (donde actualmente son el 22 % de la población) y del Krai de Krasnodar, con una diáspora que habita en Turquía, Jordania, Siria y otros países.
Su lengua es el adigués. Se considera que los cabardinos, cuya lengua es el cabardino, son la familia oriental de los adigueses, que, junto con otras pequeños pueblos caucásicos, formaban la nación circasiana, nombre por el que también son conocidos. Ellos se llaman a sí mismos "Adiga" (adigué: Адыгэ; AFI: aːdəɣă). Su lengua es el adigués o circasiano occidental, que pertenece a la rama de las lenguas abjasio-adiguesas de las lenguas del Cáucaso.

Grupos étnicos del Cáucaso.
Adigueya

La primera referencia sobre el pueblo adigués como una entidad política coherente se produjo en el siglo X, a pesar de que hay evidencias de tiempos anteriores. No obstante, sus lazos políticos eran muy débiles, lo cual reducía su influencia en la zona, hasta que finalmente tuvieron que migrar con la llegada de los nómadas mongoles, ávaros, hunos y jázaros.
Desde finales del siglo XVIII hasta la mitad del siglo XIX, el Imperio ruso emprendió una serie de campañas de conquista en la zona, hasta que finalmente los adigueses perdieron su territorio. Su situación tuvo una cierta resonancia en Occidente, si bien no recibieron ayuda. Tras la guerra de Crimea, Rusia centró su atención en la zona oriental del Cáucaso, conquistando los territorios de Chechenia y Daguestán, tras lo cual volvieron al oeste subyugando definitivamente a los adigueses en 1864.
La población circasiana reasentada en el Imperio otomano tomó parte activamente, junto a los turcos, en la aniquilación de sus vecinos armenios y griegos durante el Genocidio Armenio.